# Liste der Bodendenkmale in Syke
In der Liste der Bodendenkmale in Syke sind die Bodendenkmale der niedersächsischen Gemeinde Syke aufgeführt. Die Quelle ist der Denkmalatlas Niedersachsen.
- Bitte beachten Sie, dass diese Liste keinen Anspruch auf Vollständigkeit erhebt.
- Die Angaben ersetzen nicht die rechtsverbindliche Auskunft der zuständigen Denkmalschutzbehörde.
- Es sind nur Daten aus dem Denkmalatlas verarbeitet.
- Der Stand der Liste ist der 28. Mai 2025.

Syke im Landkreis Diepholz

## Allgemein
In den Spalten finden sich folgende Informationen des Bodendenkmales:
| Lage         | geographische Koordinaten                                                           |
| Bezeichnung  | Bezeichnung lt. Denkmalatlas                                                        |
| Beschreibung | Beschreibung lt. Denkmalatlas                                                       |
| ID           | Objekt-ID                                                                           |
| Bild         | Bild, ggf. zusätzlich mit Link zu weiteren Fotos im Medienarchiv Wikimedia Commons. |

## Barrien
| Lage                        | Bezeichnung           | Beschreibung | ID       | Bild |
| --------------------------- | --------------------- | --- | -------- | ---- |
| 52° 56′ 2″ N, 8° 49′ 46″ O  | Barrien 4, Grabhügel  | Durchmesser ca. 11 m und Höhe ca. 0,6 m. Südliche Hälfte komplett abgetragen.                                                                                  | 35586199 | BW   |
| 52° 56′ 1″ N, 8° 49′ 44″ O  | Barrien 5, Grabhügel  | Durchmesser ca. 10 m und Höhe ca. 0,3 m. | 35586213 | BW   |
| 52° 56′ 1″ N, 8° 49′ 45″ O  | Barrien 6, Grabhügel  | Durchmesser ca. 10 m und Höhe ca. 0,9 m. Zu zwei Dritteln abgegraben.                                                                                          | 35586227 | BW   |
| 52° 56′ 1″ N, 8° 49′ 46″ O  | Barrien 7, Grabhügel  | Durchmesser ca. 11 m und Höhe ca. 0,8 m. Nördliche Hälfte komplett abgetragen.                                                                                 | 35586241 | BW   |
| 52° 57′ 12″ N, 8° 51′ 33″ O | Barrien 68, Grabhügel | Durchmesser ca. 16 m und Höhe ca. 0,6 m. Im südlichen Drittel ein Loch (1,8 m Dm. bei 0,3 m Tiefe) gegraben, das einen Zugang vom südlichen Hügelrand aus hat. | 49881335 | BW   |

## Gessel
| Lage                       | Bezeichnung           | Beschreibung | ID       | Bild |
| -------------------------- | --------------------- | --- | -------- | ---- |
| 52° 56′ 0″ N, 8° 47′ 37″ O | Gessel 32, Wegespuren | Länge 340 m, steigt 17 m von Osten nach Westen an. 10 m breit und 2,5 – 3,6 m tief. Südostflanke wird an mehreren Stellen durch große Tierbauten gestört. Einige dicke Eichen auf der Sohle. Teil eines alten Ortsverbindungswegs zwischen Barrien im Nordosten und Leerßen im Südwesten und damit Vorgänger der K122. In der Preußischen Landesaufnahme nur noch als Nebenweg verzeichnet. | 41577571 | BW   |
| 52° 56′ 8″ N, 8° 47′ 14″ O | Gessel 33, Wegespuren | Lässt sich problemlos über eine Länge von 314 m verfolgen. Beginnt im Osten an der Leerßer Straße und führt durch eine Wiese und einen Acker sachte bergauf nach Westen, wo er schließlich ausläuft. Breite 18 m, Tiefe 0,4 m. Sörhauser Kirchweg, der auf der Preußischen Landesaufnahme als Hohlweg und als Kirchweg klar mittelalterlich datiert.                                        | 41577594 | BW   |

## Henstedt
| Lage                        | Bezeichnung             | Beschreibung | ID       | Bild |
| --------------------------- | ----------------------- | --- | -------- | ---- |
| 52° 53′ 36″ N, 8° 48′ 50″ O | Henstedt 15, Wegespuren | Zwei einander überlagernde sehr gut erhaltene Hohlwegbündel die von Süden nach Norden 6 m ansteigen. Breiten von 4 – 6 m bei Tiefen von 0,6 – 0,7 m. Einer der jüngeren Hohlwege ist auf der Preußischen Landesaufnahme verzeichnet und gehört dementsprechend in die Neuzeit. Da Hohlwege einige Jahrzehnte für ihre Entstehung benötigen sind die älteren als mittelalterlich bis frühneuzeitlich zu datieren. | 49837330 | BW   |
| 52° 51′ 17″ N, 8° 49′ 4″ O  | Henstedt 17, Grabhügel  | Durchmesser ca. 20 m und Höhe ca. 0,7 m. Vollständig von Tierbauten durchwühlt. | 49846219 | BW   |
| 52° 51′ 16″ N, 8° 49′ 3″ O  | Henstedt 18, Grabhügel  | Durchmesser ca. 22 m und Höhe ca. 0,8 m. | 50746593 | BW   |

## Okel
| Lage                        | Bezeichnung            | Beschreibung | ID       | Bild |
| --------------------------- | ---------------------- | --- | -------- | ---- |
| 52° 55′ 48″ N, 8° 52′ 43″ O | Okel 2, Gut Falkenburg | Die Niederungs- bzw. Gräftenburg besteht aus einem zentralen Plateau vor dessen ehemaligem Südosteck das moderne Gutshaus steht und das ca. 36 × 36 m Umfang hatte. Die Wallgräben sind nur an der Westseite sowie am Südwesteck noch erhalten. Auf der Kurhannoverschen Landesaufnahme ist der Graben auf allen vier Seiten der Anlage verzeichnet mit einem Zugang im Osten. Ein Gebäude (wohl das abgegangene Forsthaus) ist mittig auf dem Plateau kartiert. | 35586553 | BW   |
| 52° 57′ 9″ N, 8° 52′ 16″ O  | Okel 5, Grabhügel      | Durchmesser ca. 7 m und Höhe ca. 0,6 m. Fast komplett abgetragen. | 35586625 | BW   |
| 52° 57′ 8″ N, 8° 52′ 16″ O  | Okel 6, Grabhügel      | Durchmesser ca. 20 m und Höhe ca. 1,2 m. Von NW nach SO verlaufen alte Fahrspuren. | 35586639 | BW   |
| 52° 57′ 8″ N, 8° 52′ 17″ O  | Okel 7, Grabhügel      | Durchmesser ca. 15 m und Höhe ca. 1,2 m. | 35586653 | BW   |
| 52° 57′ 8″ N, 8° 52′ 14″ O  | Okel 8, Grabhügel      | Durchmesser ca. 16 m und Höhe ca. 1 m. Südöstliches Drittel komplett abgegraben. | 35586667 | BW   |
| 52° 57′ 8″ N, 8° 52′ 12″ O  | Okel 9, Grabhügel      | Durchmesser ca. 16 m und Höhe ca. 1,2 m. | 35586681 | BW   |
| 52° 56′ 28″ N, 8° 51′ 49″ O | Okel 44, Grabhügel     | Durchmesser ca. 15 m und Höhe ca. 0,9 m. | 39311880 | BW   |
| 52° 56′ 27″ N, 8° 51′ 48″ O | Okel 45, Grabhügel     | Durchmesser ca. 13 m und Höhe ca. 0,5 m. Westliche Hälfte für große Materialgrube abgetragen, von Norden nach Süden verläuft ein Weg. | 39311883 | BW   |
| 52° 57′ 9″ N, 8° 52′ 9″ O   | Okel 51, Grabhügel     | Durchmesser ca. 22 m und Höhe ca. 0,8 m. Besteht noch der Hangfuß des westlichen Viertels und ein Stück der östlichen Hälfte. Für den Wegebau abgetragen und dann ausgehöhlt. | 50307639 | BW   |

### Okel 17
- ID: 28906040
- Insgesamt 16 Rottekuhlen von denen vier zwei Verbindungen, acht eine Verbindung und vier keine Verbindung zu einem heute meist trockenen West-Ost verlaufenden Graben haben, der zwar an die südlich verlaufenden Entwässerungsgräben angeschlossen ist, aber nicht an den 11 m nördlich parallel vorbeifließenden Penningbeek-Okeler Bach. Entweder der Graben ist ein alter Verlauf des Baches oder war zur Nutzungszeit der Rottekuhlen von diesem aus flutbar. Die Verbindungsgräben sind kurz und schmal und konnten sicher zum Graben hin verschlossen werden, so daß der Flachs nicht herausgespült werden konnte. Die Gruben sind 0,3 – 1 m tief und sind in Form und Größe stark unterschiedlich gestaltet, so daß von einer Mehrphasigkeit der Anlage auszugehen ist.

| Lage                        | Bezeichnung | Beschreibung | ID       | Bild |
| --------------------------- | ----------- | --- | -------- | ---- |
| 52° 56′ 28″ N, 8° 53′ 54″ O | Okel 17     | Größe ca. 8 × 10 m. Oval. Wall annähernd vollständig erhalten. Auf Westseite Zufluss, auf Ostseite Abfluss.                                                                    | 28905922 | BW   |
| 52° 56′ 28″ N, 8° 53′ 52″ O | Okel 18     | Größe ca. 6 × 4 m. Oval. Auf Ostseite ein schmaler Graben als Abfluss angelegt. Wall nur zwischen Rottekuhle und Graben erkennbar.                                             | 28905923 | BW   |
| 52° 56′ 28″ N, 8° 53′ 52″ O | Okel 19     | Größe ca. 5 m. Annähernd rund. Wall nur zwischen Rottekuhle und Graben erkennbar. Auf Westseite ein ca. 0,5 m breiter Zufluss vorhanden.                                       | 28905926 | BW   |
| 52° 56′ 28″ N, 8° 53′ 51″ O | Okel 20     | Größe ca. 5 m. Annähernd rund. Wall nur zwischen Rottekuhle und Graben erkennbar. Auf Westseite ein ca. 0,5 m breiter Zufluss vorhanden.                                       | 28905925 | BW   |
| 52° 56′ 27″ N, 8° 53′ 50″ O | Okel 21     | Größe ca. 8 × 6 m. Oval. Tiefe ab Oberkante Wall ca. 0,8 m. Weder Zu- noch Abfluss vorhanden. Wall vornehmlich auf Nordseite erhalten.                                         | 28905927 | BW   |
| 52° 56′ 27″ N, 8° 53′ 48″ O | Okel 22     | Größe ca. 8 × 6 m. Oval. Auf Westseite ein 2 m breiter Zufluss. Wall auf Ost- und Nordseite weitestgehend erhalten.                                                            | 28905929 | BW   |
| 52° 56′ 27″ N, 8° 53′ 48″ O | Okel 23     | Größe ca. 5 × 3 m. Auf Ostseite ein ca. 1,5 m breiter Abfluss. | 28905928 | BW   |
| 52° 56′ 27″ N, 8° 53′ 47″ O | Okel 24     | Größe ca. 6 × 4 m. Ecken leicht abgerundet. Auf Westseite ein ca. 1,5 m breiter Zufluss. Wall nur zwischen Graben und Rottekuhle erhalten.                                     | 28905924 | BW   |
| 52° 56′ 27″ N, 8° 53′ 47″ O | Okel 25     | Größe ca. 7 × 4 m. Auf Westseite Zufluss, auf Ostseite Abfluss. Nur schwacher Wall zwischen Rottekuhle und Graben vorhanden.                                                   | 28905930 | BW   |
| 52° 56′ 27″ N, 8° 53′ 46″ O | Okel 26     | Größe ca. 6 × 4 m. Auf Westseite Zufluss, auf Ostseite Abfluss. Wall nur noch zwischen Rottekuhle und Graben vorhanden.                                                        | 28905943 | BW   |
| 52° 56′ 26″ N, 8° 53′ 46″ O | Okel 27     | Größe ca. 6 × 6 m. Auf Westseite Zufluss, auf Ostseite Abfluss. Inselartiger Wall zwischen Grube und Graben. Wall hat eine Höhe von ca. 0,8 m über dem jetzigen Wasserspiegel. | 28905945 | BW   |
| 52° 56′ 26″ N, 8° 53′ 45″ O | Okel 28     | Größe ca. 4 × 4 m. Wall nur auf Nordseite zwischen Rottekuhle und Graben noch vorhanden.                                                                                       | 28905946 | BW   |
| 52° 56′ 26″ N, 8° 53′ 43″ O | Okel 29     | Größe ca. 6 × 4 m. Wall nur zwischen Graben und Rottekuhle erhalten. Kein Zu- oder Abfluss vorhanden.                                                                          | 28905947 | BW   |
| 52° 56′ 26″ N, 8° 53′ 42″ O | Okel 30     | Durchmesser ca. 6 m. Wall auf Nord- und Westseite vorhanden. Kein Zu- oder Abfluss vorhanden.                                                                                  | 28905948 | BW   |
| 52° 56′ 26″ N, 8° 53′ 41″ O | Okel 31     | Größe ca. 6 × 7 m. An Ostseite ein Abfluss. Zufluss vom Westen. | 28906039 | BW   |
| 52° 56′ 26″ N, 8° 53′ 40″ O | Okel 32     | Größe ca. 7 × 6 m. Auf Westseite ein ca. 1,5 m breiter Zufluss. Abfluss auf Nordostseite. Wall zwischen den Rottekuhlen gut erhalten. Auch zwischen Rottekuhle und Graben.     | 28906041 | BW   |

## Ristedt
| Lage                        | Bezeichnung            | Beschreibung | ID       | Bild |
| --------------------------- | ---------------------- | --- | -------- | ---- |
| 52° 56′ 19″ N, 8° 44′ 37″ O | Ristedt 1, Grabhügel   | Durchmesser ca. 14 m und Höhe ca. 0,3 m. Schlecht erhalten. | 35585773 | BW   |
| 52° 56′ 32″ N, 8° 44′ 47″ O | Ristedt 24, Grabhügel  | Durchmesser ca. 15 m und Höhe ca. 0,6 m. Durch mehrere Pflugspuren beschädigt, Kuppe gemuldet. | 49875315 | BW   |
| 52° 56′ 28″ N, 8° 44′ 38″ O | Ristedt 25, Wegespuren | Nord-Süd Verbindung: Beginnend im Süden (Gmk. Ristedt) mit sechs unterschiedlich stark ausgeprägten Hohlwegen (Breite 1,9 – 4 m, Tiefe 0,1 – 0,7 m). Weiteres Hohlwegbündel von Westen nach Osten, es besteht aus drei Hohlwegen, von denen nur einer gut im Gelände sichtbar ist. Aufgrund der guten Erhaltung der Wegespuren datieren sie mittelalterlich bis frühneuzeitlich. In den historischen Karten sind sie nicht verzeichnet. | 49875617 | BW   |

## Schnepke
| Lage                        | Bezeichnung             | Beschreibung | ID       | Bild |
| --------------------------- | ----------------------- | --- | -------- | ---- |
| 52° 54′ 26″ N, 8° 53′ 36″ O | Schnepke 11, Wegespuren | Der auf den historischen Karten verzeichnete Hohlweg zweigt nach Norden von der L 354 ab, durchquerte eine Lehmgrube und steigt dann als gut erkennbarer Hohlweg nach Nordosten an. Auf der Geländekuppe angekommen verläuft er nur noch schwach ausgeprägt hangabwärts durch zwei Äcker nach Nordosten zur Gemarkungsgrenze von Gödestorf. Der Hohlweg ist 7 – 8 m breit und dabei 0,6 – 1 m tief. | 49885421 | BW   |

## Steimke
| Lage                       | Bezeichnung        | Beschreibung | ID       | Bild |
| -------------------------- | ------------------ | --- | -------- | ---- |
| 52° 54′ 6″ N, 8° 49′ 28″ O | Steimke 2, Hohlweg | Die Altstraße mit dem Hohlweg erstreckt sich über eine Länge von 500 m und ist teilweise sehr stark ausgeprägt. Im Westen beginnt der Weg an der K 125 und zieht sich in Kurven bis zur Verbindungsstraße zwischen Lindhof und Hassinghausen. Bereits auf der Preußischen Landesaufnahme verzeichnet. Die K 125 führte damals noch durch den Hohlweg, deren Verkehr seine starke Ausprägung zu verdanken ist. | 47245502 | BW   |

## Syke
| Lage                        | Bezeichnung          | Beschreibung | ID       | Bild |
| --------------------------- | -------------------- | --- | -------- | ---- |
| 52° 54′ 8″ N, 8° 46′ 43″ O  | Syke 3, Grabhügel    | Durchmesser ca. 26 m und Höhe ca. 1 m. Durchwühlt von Tierbauten, auf der Kuppe ein Jägerstand. | 35589384 | BW   |
| 52° 55′ 1″ N, 8° 50′ 26″ O  | Syke 8, Grabhügel    | Durchmesser ca. 15 m und Höhe ca. 0,4 m. Im Osten von alter Wegespur geschnitten. | 35585502 | BW   |
| 52° 55′ 1″ N, 8° 50′ 27″ O  | Syke 9, Grabhügel    | Durchmesser ca. 20 m und Höhe ca. 0,6 m. Südhälfte stark zergraben. | 35585516 | BW   |
| 52° 55′ 2″ N, 8° 50′ 25″ O  | Syke 10, Grabhügel   | Durchmesser ca. 18 m und Höhe ca. 0,7 m. | 35585530 | BW   |
| 52° 55′ 2″ N, 8° 50′ 27″ O  | Syke 11, Grabhügel   | Durchmesser ca. 16 m und Höhe ca. 1 m. In der Kuppe ein Kopfstich (Dm. 3 m, Tiefe 0,4 m). | 35585544 | BW   |
| 52° 55′ 2″ N, 8° 50′ 28″ O  | Syke 12, Grabhügel   | Durchmesser ca. 12 m und Höhe ca. 0,7 m. Südseite durch Abgrabung stark beschädigt. | 35585558 | BW   |
| 52° 55′ 3″ N, 8° 50′ 28″ O  | Syke 13, Grabhügel   | Durchmesser ca. 18 m und Höhe ca. 0,3 m. Westlicher Hangfuß durch Weg abgetrennt, Ostfuß wird von Fahrspur tangiert. | 35585566 | BW   |
| 52° 55′ 3″ N, 8° 50′ 30″ O  | Syke 14, Grabhügel   | Durchmesser ca. 17 m und Höhe ca. 0,7 m. | 35585574 | BW   |
| 52° 55′ 2″ N, 8° 50′ 30″ O  | Syke 15, Grabhügel   | Durchmesser ca. 17 m und Höhe ca. 1 m. | 35585582 | BW   |
| 52° 53′ 40″ N, 8° 48′ 0″ O  | Syke 16, Grabhügel   | Durchmesser ca. 22 m und Höhe ca. 0,8 m. Nordfuß abgetragen. | 35585590 | BW   |
| 52° 54′ 5″ N, 8° 48′ 5″ O   | Syke 24, Grabhügel   | Durchmesser ca. 9 m und Höhe ca. 0,5 m. Westliche Hälfte komplett abgetragen. | 35585737 | BW   |
| 52° 54′ 2″ N, 8° 47′ 59″ O  | Syke 25, Grabhügel   | Durchmesser ca. 27 m und Höhe ca. 0,5 m. | 28950497 | BW   |
| 52° 55′ 25″ N, 8° 51′ 10″ O | Syke 31, Grabhügel   | Durchmesser ca. 20 m und Höhe ca. 0,6 m. Mehrere Pflugspuren und sowohl im Norden als auch im Süden teilweise abgepflügt. | 49849445 | BW   |
| 52° 55′ 5″ N, 8° 51′ 22″ O  | Syke 32, Richtstätte | Unregelmäßig achteckiges Objekt, das von Südosten nach Nordwesten von einem breiten Waldweg durchquert wird. Es hat einen West-Ost Durchmesser von 33 m und einen Nord-Süd Durchmesser von 28 m. Von schmalen Materialgraben umgeben aus dem es 0,5 m aufsteigt. Westlich des Weges ist das Objekt gut erhalten, östlich dagegen stark abgegraben. Richtplatz des Amtes Syke in Mittelalter und Früher Neuzeit. 1773 als Galgenschlatt erwähnt. In der Kurhannoverschen Landesaufnahme als Gerichtsstätte verzeichnet, damals noch in offenem Gelände gelegen. Auf der Preußischen Landesaufnahme nicht mehr verzeichnet, das Gelände war ringsum bereits aufgeforstet. | 49849660 | BW   |
| 52° 55′ 12″ N, 8° 51′ 32″ O | Syke 34, Grabhügel   | Durchmesser ca. 15 m und Höhe ca. 0,7 m. Im westlichen Hangfuß wurde ein Loch gegraben. | 49849874 | BW   |
| 52° 55′ 13″ N, 8° 51′ 32″ O | Syke 35, Grabhügel   | Durchmesser ca. 16 m und Höhe ca. 0,8 m. | 49849919 | BW   |
| 52° 55′ 12″ N, 8° 51′ 34″ O | Syke 36, Grabhügel   | Durchmesser ca. 17 m und Höhe ca. 0,8 m. | 49850000 | BW   |
| 52° 55′ 14″ N, 8° 51′ 35″ O | Syke 38, Grabhügel   | Größe ca. 18 × 16 m und Höhe ca. 1 m. Oval. Nordwestfuß von Fahrspur überprägt. | 49850113 | BW   |
| 52° 55′ 15″ N, 8° 51′ 33″ O | Syke 39, Grabhügel   | Durchmesser ca. 17 m und Höhe ca. 0,7 m. Nordfuß von Fahrspur gequert. | 49850332 | BW   |
| 52° 55′ 15″ N, 8° 51′ 34″ O | Syke 40, Grabhügel   | Durchmesser ca. 9 m und Höhe ca. 0,4 m. Östlichstes Fünftel existiert. | 49851356 | BW   |
| 52° 55′ 13″ N, 8° 51′ 35″ O | Syke 42, Grabhügel   | Größe ca. 15 × 10 m und Höhe ca. 0,3 m. Oval. | 49851413 | BW   |
| 52° 54′ 58″ N, 8° 51′ 18″ O | Syke 44, Grabhügel   | Durchmesser ca. 18 m und Höhe ca. 0,8 m. Südwestliches Viertel für Waldweg abgetragen, über den Hügel verlaufen drei Entwässerungsgräben. | 49851551 | BW   |
| 52° 54′ 50″ N, 8° 51′ 28″ O | Syke 45, Grabhügel   | Durchmesser ca. 15 m und Höhe ca. 0,5 m. Durch zwei schmale Entwässerungsgräben beschädigt. | 49852008 | BW   |
| 52° 53′ 43″ N, 8° 48′ 0″ O  | Syke 47, Grabhügel   | Durchmesser ca. 12 m und Höhe ca. 0,3 m. Westfuß für Graben abgetragen. | 49852303 | BW   |
| 52° 53′ 45″ N, 8° 47′ 56″ O | Syke 48, Grabhügel   | Durchmesser ca. 17 m und Höhe ca. 0,3 m. Stark einplaniert und durch mehrere Pflugspuren beschädigt. | 49852338 | BW   |
| 52° 53′ 46″ N, 8° 47′ 58″ O | Syke 49, Grabhügel   | Durchmesser ca. 15 m und Höhe ca. 0,6 m. Durch alten von Nordosten nach Südwesten verlaufenden Graben sowie mehrere Pflugspuren beschädigt. | 49852372 | BW   |
| 52° 53′ 56″ N, 8° 47′ 47″ O | Syke 50, Grabhügel   | Durchmesser ca. 19 m und Höhe ca. 1,4 m. Durch drei Entwässerungsgräben und Tierbauten beschädigt. | 49852441 | BW   |
| 52° 53′ 55″ N, 8° 47′ 12″ O | Syke 52, Grabhügel   | Größe ca. 31 × 20 m und Höhe ca. 0,9 m. Oval. Von Westen nach Osten eine Fahrspur, Nordhälfte durch Entwässerungsgräben beschädigt. | 49853074 | BW   |
| 52° 54′ 4″ N, 8° 46′ 39″ O  | Syke 54, Grabhügel   | Durchmesser ca. 16 m und Höhe ca. 1,4 m. Im Süden eine Abgrabung. | 49853356 | BW   |
| 52° 54′ 1″ N, 8° 46′ 53″ O  | Syke 55, Grabhügel   | Durchmesser ca. 16 m und Höhe ca. 0,7 m. Durch Überpflügen beschädigt. | 49853557 | BW   |
| 52° 54′ 2″ N, 8° 46′ 54″ O  | Syke 56, Grabhügel   | Durchmesser ca. 26 m und Höhe ca. 0,5 m. Durch Überpflügen beschädigt. | 49853635 | BW   |
| 52° 54′ 9″ N, 8° 46′ 53″ O  | Syke 57, Grabhügel   | Durchmesser ca. 17 m und Höhe ca. 0,5 m. Von West nach Ost verläuft ein Waldweg über die Kuppe. | 49853717 | BW   |

## Wachendorf
| Lage                       | Bezeichnung                     | Beschreibung | ID       | Bild |
| -------------------------- | ------------------------------- | --- | -------- | ---- |
| 52° 52′ 42″ N, 8° 54′ 7″ O | Wachendorf 3, Motte Knippenberg | Perfekt erhalten mit Ringgraben, durch dessen östlichen Bereich ein Bach fließt, der ursprünglich den kompletten Graben flutete. Basidurchmesser 39 m, Höhe 3,3 m. Kuppe hat einen Durchmesser von 21 m. Graben: Breite 5 – 11 m, Tiefe 1 m. Im Westen und Süden schließt höhergelegenes Gelände an den Ringgraben an, so daß hier noch ein breiter Wall mit einem schmalen Graben als zusätzliches Annäherungshindernis hinzugefügt wurde. Der flüchtig aufgeworfene und nicht wie sonst üblich überarbeitete Wall hat eine Basisbreite von 9 – 11 m bei einer maximalen Höhe von 0,3 m und könnte aufgrund seines Aussehens auch neuzeitlich sein. Der äußere Graben ist nur noch schlecht erhalten bei einer Breite von 2 – 5 m und einer Tiefe von 0,1 – 0,2 m. Im Süden geht der Graben in eine jüngere Materialgrube über. Es sind bisher keine Schriftquellen bekannt, die sich auf diese Motte beziehen ließen. Der Charakter der Anlage ist aber typisch für einen kleinadeligen Wohnsitz des 12./13. Jhs. | 28927506 | BW   |